# 張き
張 洎（ちょう き、大和6年（934年）- 至道3年1月24日（997年3月5日））は、南唐から北宋にかけての人物。字は師黯、後に偕仁と改めた。滁州全椒県の出身。子は張安期・張方回。孫（張方回の子）は張瓌（王欽若の娘婿）・張璪。

## 生涯
滁州司法掾であった張煦の子。若い頃から才覚に優れ、仏典や道典を広く読み、他者の短所を攻撃するのを好んだ。中興元年（958年）の戊午科に榜眼で及第して進士となり、礼部員外郎・知制誥に任じられて詔書を起草した。後に中書舎人に任じられて清輝殿大学士を拝命した。
開宝8年（975年）、南唐が宋に併合されると、張洎は国主であった李煜に従って宋に降った。太祖は、南昌府が宋軍に包囲された際に張洎が起草した求援の蝋書を取り出してこれを責めた。張洎は主のためにしたことだと顔色を変えずに答え、罪を許されて太子中允に任じられた。太宗が即位した後は直舎人院に選ばれた。太平興国4年（979年）、相州知州と貝州知州に任じられた。その後は礼部侍郎、太僕寺少卿、諫議大夫、大理寺判兼史館修撰、中書舎人、翰林院学士を歴任した。
至道3年（997年）、参知政事に任じられたが正月11日（2月20日）に刑部侍郎に落とされ、正月24日（3月5日）に死去した。死後、刑部尚書を追贈された。著書に『木鐸集』十二巻があったが、散逸した。

## 参考書籍
- 李建崑『涵虚書室論文集』秀威出版、2021年3月1日。ISBN 978-9863268918。

| スタブアイコン | サブスタブ | この項目は、まだ閲覧者の調べものの参照としては役立たない、人物に関連した書きかけの項目です。この項目を加筆・訂正などしてくださる協力者を求めています（P:人物伝/PJ:人物伝）。 |